# Nilson Andrè
Nilson de Oliveira Andrè (né le 30 janvier 1986 à Duque de Caxias (Rio de Janeiro)) est un athlète brésilien, spécialiste du sprint.

## Carrière
Il a participé aux Jeux olympiques de 2008 pour le relais 4 × 100 m, comme réserve.
Il a été double médaille d'or aux Championnats Ibéro-américains 2010 en Espagne. Il gagne les championnats d'Amérique du Sud d'athlétisme 2011 à Buenos Aires sur 100 mètres en 10 s 35 et avec le relais 4 × 100 mètres composé Carlos Roberto de Moraes Jr, Sandro Viana, lui-même et Ailson Feitosa.

## Palmarès
| Date | Compétition                    | Lieu           | Résultat | Épreuve   | Temps   |
| ---- | ------------------------------ | -------------- | -------- | --------- | ------- |
| 2007 | Championnats d'Amérique du Sud | São Paulo      | 1er      | 4 × 100 m | 38 s 77 |
| 2010 | Championnats ibéro-américains  | San Fernando   | 1er      | 100 m     | 10 s 24 |
| 2010 | Championnats ibéro-américains  | San Fernando   | 1er      | 200 m     | 20 s 94 |
| 2011 | Championnats d'Amérique du Sud | Buenos Aires   | 1er      | 100 m     | 10 s 35 |
| 2011 | Championnats d'Amérique du Sud | Buenos Aires   | 1er      | 4 × 100 m | 39 s 87 |
| 2011 | Jeux mondiaux militaires       | Rio de Janeiro | 3e       | 100 m     | 10 s 34 |
| 2011 | Jeux mondiaux militaires       | Rio de Janeiro | 1er      | 4 × 100 m | 39 s 53 |
| 2011 | Jeux panaméricains             | Guadalajara    | 1er      | 4 × 100 m | 38 s 18 |
| 2012 | Championnats ibéro-américains  | Barquisimeto   | 1er      | 4 x 100 m | 39 s 05 |

## Records
| Épreuve    | Performance | Lieu           | Date        |
| ---------- | ----------- | -------------- | ----------- |
| 100 mètres | 10 s 18     | São Paulo      | 22 mai 2011 |
| 200 mètres | 20 s 41     | Rio de Janeiro | 23 mai 2010 |